# Sarolta királyné – Egy Bridgerton-történet
A Sarolta királyné – Egy Bridgerton-történet (eredeti cím: Queen Charlotte: A Bridgerton Story) 2023-as amerikai drámasorozat, amelyet Shonda Rhimes alkotott. A főbb szerepekben India Amarteifio, Adjoa Andoh, Michelle Fairley, Ruth Gemmell és Corey Mylchreest látható.
Amerikában és Magyarországon 2023. május 4-én mutatta be a Netflix.

## Ismertető
Két cselekményszálból áll: az egyik a bridgertoni jelenben, 1817-ben a királyi örökös, Sarolta hercegnő halálával, ami miatt a királynő arra kényszeríti gyermekeit, hogy házasodjanak meg és hozzanak létre egy másik királyi örököst; a másik 1761-ben, amikor Sarolta királyné találkozik György királlyal és feleségül megy hozzá. Az utóbbi a király és a királynő házasságát és mentális betegségét vizsgálja.

## Szereplők

### Főszereplők
| Szereplők                 | Színész                     | Magyar hang      | Leírás                                                                               |
| ------------------------- | --------------------------- | ---------------- | ------------------------------------------------------------------------------------ |
| Sarolta királyné          | Golda Rosheuvel             | Hegyi Barbara    | Anglia királynéje és III. György király felesége.                                    |
| Sarolta királyné          | India Amarteifio (fiatalon) | Horgas Ráhel     | Anglia királynéje és III. György király felesége.                                    |
| Fiatal III. György király | Corey Mylchreest            | Szatory Dávid    | Anglia királya és Sarolta királyné férje                                             |
| Agatha (Lady Danbury)     | Adjoa Andoh                 | Szirtes Ági      | Sarolta királyné udvarhölgye, majd a londoni társaság éles nyelvű, éleslátó dékánja. |
| Agatha (Lady Danbury)     | Arsema Thomas (fiatalon)    | Pálmai Anna      | Sarolta királyné udvarhölgye, majd a londoni társaság éles nyelvű, éleslátó dékánja. |
| Violet                    | Ruth Gemmell                | Söptei Andrea    | A Bridgerton-gyermekek anyja.                                                        |
| Szász-gothai Auguszta     | Michelle Fairley            | Tóth Enikő       | III. György király anyja.                                                            |
| Reynolds                  | Freddie Dennis              | Lengyel Benjámin | A király titkára.                                                                    |
| Brimsley                  | Hugh Sachs                  | Kapácsy Miklós   | A királynő titkára.                                                                  |
| Brimsley                  | Sam Clemmett (fiatalon)     | Fehér Tibor      | A királynő titkára.                                                                  |
| Lady Whistledown          | Julie Andrews               | Hámori Ildikó    | A pletyka rovatok szerzője.                                                          |

### Mellékszereplők
| Szereplők            | Színész              | Magyar hang        | Leírás                                                            |
| -------------------- | -------------------- | ------------------ | ----------------------------------------------------------------- |
| Adolf Frigyes        | Tunji Kasim          | Bartha Bendegúz    | Sarolta királyné bátyja.                                          |
| Lord Herman Danbury  | Cyril Nri            | Papp János         | Lady Danbury férje.                                               |
| Coral                | Peyvand Sadeghian    | Mórocz Adrienn     | Lady Danbury szobalánya.                                          |
| György walesi herceg | Ryan Gage            | Simon Kornél       | Az Egyesült Királyság régense és Sarolta királyné legidősebb fia. |
| Adolf Frigyes herceg | Joshua Riley         | L. Nagy Attila     | Sarolta királyné hetedik fia.                                     |
| Eduárd herceg        | Jack Michael Stacey  | Kenéz Ágoston      | Sarolta királyné negyedik fia.                                    |
| Vilmos herceg        | Seamus Dillane       | Friedenthál Zoltán | Sarolta királyné harmadik fia.                                    |
| Zsófia hercegnő      | Eliza Capel          | Bánky Sára         | Sarolta királyné ötödik lánya.                                    |
| Simon Harcourt       | Neil Edmond          | Rába Roland        | Írország főispánja.                                               |
| John Stuart          | Richard Cunningham   | Barbinek Péter     | Az Egyesült Királyság miniszterelnöke.                            |
| Fiatal Violet        | Connie Jenkins-Greig | Podlovics Laura    | A Bridgerton-gyermekek anyja.                                     |
| John Monro           | Guy Henry            | Kaszás Gergő       | A király orvosa.                                                  |
| Lord Ledger          | Keir Charles         | Schnell Ádám       | Violet apja.                                                      |

### További szereplők
| Szereplők          | Színész         | Magyar hang       | Leírás                                   |
| ------------------ | --------------- | ----------------- | ---------------------------------------- |
| Erzsébet hercegnő  | Sabina Arthur   | Grisnik Petra     | Sarolta királyné harmadik lánya.         |
| Ágost              | Ben Cura        | Böröndi Bence     | Sarolta királyné hatodik fia.            |
| Ernő herceg        | Nicole Fortuin  | Blahó Gergely     | Sarolta királyné ötödik fia.             |
| Frigyes herceg     | Felix Brunger   | Bercsényi Péter   | Sarolta királyné második fia.            |
| Lady Vivian Ledger | Katie Brayben   | Bozó Andrea       | Violet anyja.                            |
| Auguszta hercegnő  | Helen Coathup   | Nemes Takách Kata | Sarolta királyné második lánya.          |
| Adelheid hercegnő  | Sophie Harkness |                   | Vilmos herceg felesége.                  |
| Viktória hercegnő  | Florence Dobson | Zsigmond Emőke    | Eduárd felesége.                         |
| III. György király | James Fleet     | Mertz Tibor       | Anglia királya és Sarolta királyné férje |

### Magyar változat
- Magyar szöveg: Garamvölgyi Andrea
- Hangmérnök: Gábor Dániel
- Vágó: Sári-Szemerédi Gabriella
- Gyártásvezető: Hódos Edina
- Szinkronrendező: Majoros Eszter
- Produkciós vezető: Kónya Andrea

A szinkront az Mafilm Audio Kft. készítette.

## Epizódok
| Sor. | Év. | Cím                                       | Rendező    | Író              | Premier        |
| --- | --- | ----------------------------------------- | ---------- | ---------------- | -------------- |
| 1. | 1.  | A leendő királyné (Queen to Be)           | Tom Verica | Shonda Rhimes    | 2023. május 4. |
| 1761-ben Sarolta bátyja, Adolf aláír egy szerződést, amelyben feleségül adja őt III. Györgyhöz. Sarolta elégedetlen a házasság gondolatával. Miután meglátja őt, és rájön, hogy fekete, a király anyja, Auguszta hercegnő több prominens színesbőrű embert meghív az esküvőre, és fia nevében címeket adományoz nekik, ezzel gyakorlatilag feloldva a társadalom szegregációját. Mielőtt az esküvő létrejöhetne, Sarolta megpróbál elszökni, de egy bájos férfi elkapja, akiről kiderül, hogy a leendő férje. A lány úgy dönt, hogy véghezviszi a házasságot, de meglepődik, amikor az esküvő éjszakáján a férfi megajándékozza őt a saját házával, de közli vele, hogy teljesen különálló életet akar élni. 1817-ben Sarolta királyné megtudja, hogy egyetlen törvényes unokája, Sarolta walesi hercegnő meghalt szülés közben, ami örökösödési válságot indít el. Arra ösztönzi a túlélő 12 gyermekét, hogy törvényes örökösöket szüljenek. |     |                                           |            |                  |                |
| 2. | 2.  | Mézeshetek (Honeymoon Bliss)              | Tom Verica | Shonda Rhimes    | 2023. május 4. |
| 1761-ben Sarolta a nászútja nagy részét egyedül tölti. Megtudja, hogy nem tervez semmiféle programot, mivel Györggyel kell lennie. Ennek ellenére meghívja az újdonsült Lady Danburyt teázni, ahol megtudva Sarolta tudatlanságát, elmagyarázza neki a szexet. Auguszta hercegnő, aki kétségbeesetten szeretné tudni, hogy a fia vajon beteljesítette-e a házasságát, megpróbál nyomást gyakorolni Lady Danburyre, hogy mondja el neki, azonban Lady Danbury, aki a férje címe ellenére még mindig szenved a szegregált társadalomtól, kihasználja befolyását, hogy nyomást gyakoroljon Auguszta hercegnőre, hogy továbbra is támogassa őt és a férjét. György elárulja Saroltának, hogy elhagyta őt a házasságuk éjszakáján, amikor a Vénusz-átvonulást térképezte fel. Megkéri Saroltát, hogy ismételjék meg a házassági éjszakát, és ők ketten végül beteljesedik a házasságuk. Másnap reggel azonban a nő kihallgat egy beszélgetést György és az anyja között, amelyben a férfi elárulja, hogy titkolja előtte valódi énjét.                   |     |                                           |            |                  |                |
| 3. | 3.  | Minden másnap (Even Days)                 | Tom Verica | Shonda Rhimes    | 2023. május 4. |
| Sarolta és György még mindig viszálykodnak, ennek ellenére szenvedélyes szexuális életet élnek, és megállapodnak abban, hogy páros napokon találkoznak, hogy Sarolta teherbe eshessen. Miután látja, hogy György is szenvedélyesen szereti a mezőgazdaságot, Sarolta úgy dönt, hogy elfogadja a férjét olyannak, amilyen, és kibékül vele, elhatározva, hogy egy csapatot alkotnak. Lady Danbury férje úgy dönt, hogy ő akarja megrendezni a szezon első bálját. Annak ellenére, hogy nem rendelkezik Augusta hercegnő teljes támogatásával, Lady Danbury meghívókat osztogat, és az előkelő társaság fehér tagjai elutasítják. Sarolta királynő támogatását kéri, rámutatva, hogy az elit újonnan lett tagjai bizonytalan helyzetben vannak. Sarolta és György elmennek Danburyék báljára, amely sikeres lesz; ezt követően Lord Danbury meghal a feleségével való közösülés közben. Sarolta a bál éjszakáján arra ébred, hogy György kirohan a házból, és meztelenre vetkőzve dicséri Vénuszt. Sarolta meggyőzi őt, hogy ő Vénusz, és hazakíséri. |     |                                           |            |                  |                |
| 4. | 4.  | A király szolgálatában (Holding the King) | Tom Verica | Nicholas Nardini | 2023. május 4. |
| A múltban kiderül, hogy Auguszta hercegnő a háta mögött intézte el György házasságát, mivel a férfi kontrollálhatatlan rohamai és mentális összeomlásai miatt félt a házasság lehetőségétől. Monro doktor azt sugallja, hogy nincs semmi baja, és az összeomlásait a fegyelem hiánya okozza. György hamarosan beleszeret Saroltába, ezért eltávolodik tőle, hogy a Monro által összeállított kimerítő programot kövesse, amelynek célja, hogy megtörje őt. Miután jobban érzi magát, és hiányzik neki Sarolta, György úgy dönt, hogy visszaköltözik hozzá. Elbocsátja Monro-t, csakhogy rájön, hogy Sarolta úgy döntött, megtartja őt orvosának, mivel terhes. A terhessége mentális válságot vált ki Györgyben, ami ahhoz vezet, hogy késő éjjel Vénuszról látomásokat lát a kertben. |     |                                           |            |                  |                |
| 5. | 5.  | Burjánzó kert (Gardens in Bloom)          | Tom Verica | Shonda Rhimes    | 2023. május 4. |
| Auguszta hercegnő megtudja, hogy Sarolta terhes, és bejelenti, hogy a Buckingham-házba akar költözni. Sarolta, aki csalódott, amiért nem jutott előrébb Györgynél, levelet ír a bátyjának, Adolfnak, és kéri, hogy vigye haza, amikor meglátogatja. Az előkelő társaság többi nem fehér tagja arra kéri Agathát, hogy tisztázza az örökösödési ügyeit; bár elviszi kisfiát Auguszta hercegnőhöz, nem kap egyértelmű választ arra, hogy örökölje-e apja nemesi rangját vagy sem. Sarolta meglátogatja Agathát, és bátorítást kap, hogy érvényesüljön, végül szembeszáll Monróval, és maga szerzi vissza Györgyöt. Agatha napi sétákat kezd tenni Lord Ledgerrel, és ketten együtt alszanak. Az 1810-es években Sarolta kiválasztja két fia leendő hercegnőit. Violet bevallja Agathának újdonsült szexuális frusztrációját. |     |                                           |            |                  |                |
| 6. | 6.  | Koronaékszerek (Crown Jewels)             | Tom Verica | Shonda Rhimes    | 2023. május 4. |
| Az újraegyesült Sarolta és György megerősítik kölcsönös szerelmüket, és Sarolta kisfiút szül. A jókedv ellenére György nem tud megjelenni a parlament előtt, ami olyan pletykákhoz vezet, hogy alkalmatlan az uralkodásra. Eközben Lord Ledger finoman visszautasítja Agathát, Auguszta hercegnő pedig hajthatatlan az örökösödés kérdésében. Sarolta és György sikeresen rendeznek egy bált, amelynek kettős célja, hogy megünnepeljék fiuk születését, és Györgyöt mint alkalmas uralkodót mutassák be. Adolf megkéri Agatha kezét, de mivel nem akar újabb házasság csapdájába esni, a lány visszautasítja. Az elfogadó Sarolta közli Agathával, hogy segíteni fog neki a cím megtartásában. Az 1810-es években Agatha finoman megerősíti Violet gyanúját, miszerint viszonya volt Violet apjával, és kettejük barátsága folytatódik. Sarolta meglátogatja Györgyöt, hogy elmondja neki, Viktória hercegnő terhes. |     |                                           |            |                  |                |

## A sorozat készítése
A sorozatot 2021 májusában jelentették be. Az alkotója és írója Shonda Rhimes. Rhimes Betsy Beersszel és Tom Verica rendezővel együtt vezető producerként is tevékenykedik, Anna O'Malley pedig producerként dolgozik a sorozaton. 2022 áprilisában Dave Arrowsmith produkciós tervezőt kirúgták a forgatáson történt zaklatási vádak miatt.

### Forgatás
A forgatás 2022. március 28-án kezdődött. 2022. augusztus 30-án fejeződött be. A forgatási helyszínek között szerepelt a Blenheim kastély, Belton ház, Merton kollégium, Hatfield ház és Hampton Court-palota.